# توماس زاهورسكي
توماس زاهورسكي (بالبولندية: Tomasz Zahorski)‏، من مواليد 22 نوفمبر 1984 في أولسزيتن في بولندا، لاعب كرة قدم بولندي.
يلعب مع نادي غورنيك زابرزي منذ عام 2007.
بدأ باللعب مع منتخب بولندا لكرة القدم في عام 2007.

## روابط خارجية
- توماس زاهورسكي على موقع الاتحاد الدولي (مؤرشف)  (الإنجليزية)
- توماس زاهورسكي على موقع قاعدة بيانات كرة القدم.إي يو (الإنجليزية)
- توماس زاهورسكي على موقع ناشيونال فوتبول تيمز (الإنجليزية)
- توماس زاهورسكي على موقع Soccerway.com (الإنجليزية)
- توماس زاهورسكي على موقع عالم كرة القدم.نت (الإنجليزية)
- توماس زاهورسكي على موقع كووورة